# Notiothops llolleo
Notiothops llolleo is een spinnensoort uit de familie Palpimanidae. De soort komt voor in Chili.